# 国会議事堂 (ブラジル)
国会議事堂（こっかいぎじどう、ポルトガル語: Palácio do Congresso Nacional）は、ブラジル国民会議の議事堂。首都ブラジリアにある。

## 歴史
ブラジルの新首都建設計画の一環で1950年代後半に建設された。設計を担当したのはブラジル人建築家オスカー・ニーマイヤー。彼は政府の主要施設の大半を設計した。ジュセリーノ・クビチェック大統領在任中に完成させるという厳しい条件が課されていたため、当時まだ珍しかったプレキャストコンクリートを使用し工期を短縮した。
1964年に発生した軍事クーデターの場所でもある。

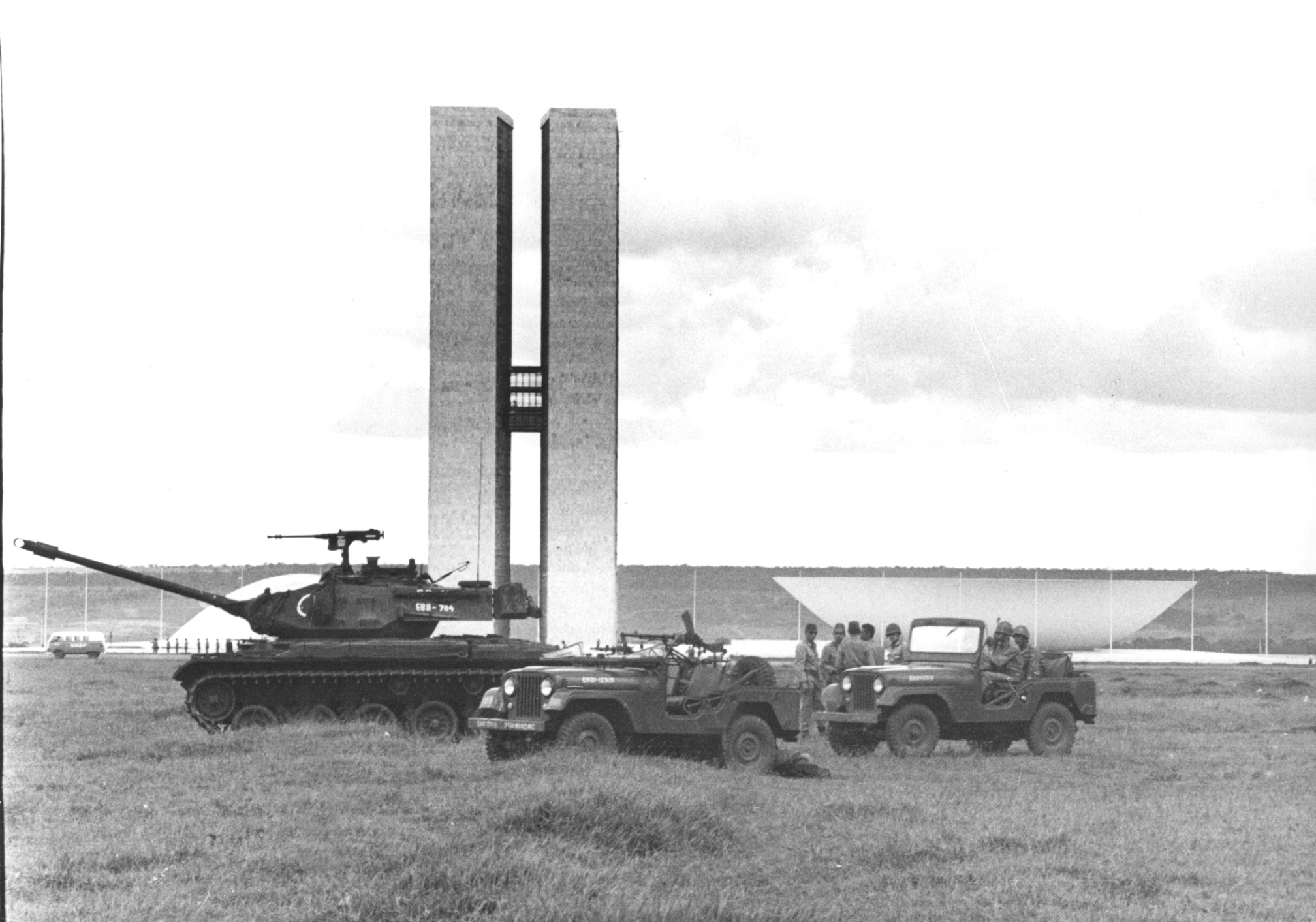
クーデターの際の国会議事堂の写真

## 建築
3階建の低層棟と28階建の高層棟で構成する。低層棟の凸型ドームの中に上院議場、凹型ドームの中に下院議場がある。上院ドームの形状は放物線を元にしている。下院議場は自然光が入る明るい仕様となっている。二院制議事堂でこのように仕様が異なるのは珍しい。高層棟は1棟に見えるが構造的にはツインタワーである。議事堂にランドマーク性を持たせるため、縦の線を強調したデザインを採用した。高層棟には事務室が収容されている。
議事堂の東はブラジリアの中心三権広場である。西には池と芝生広場があり時々デモなどの政治活動が行われる。広場から2階の玄関まで緩やかなスロープが伸びている。屋上に繋がるスロープもあるが閉鎖されている。ニーマイヤーは屋上庭園を構想しており、その入口となる予定だったがセキュリティ上の問題から普段は立ち入り禁止となっている。玄関前には広々したテラスがある。中に入ると黒い大理石が敷かれた「ブラックホール」があり、両議場に連絡している。
議事堂は予約すれば見学できる。

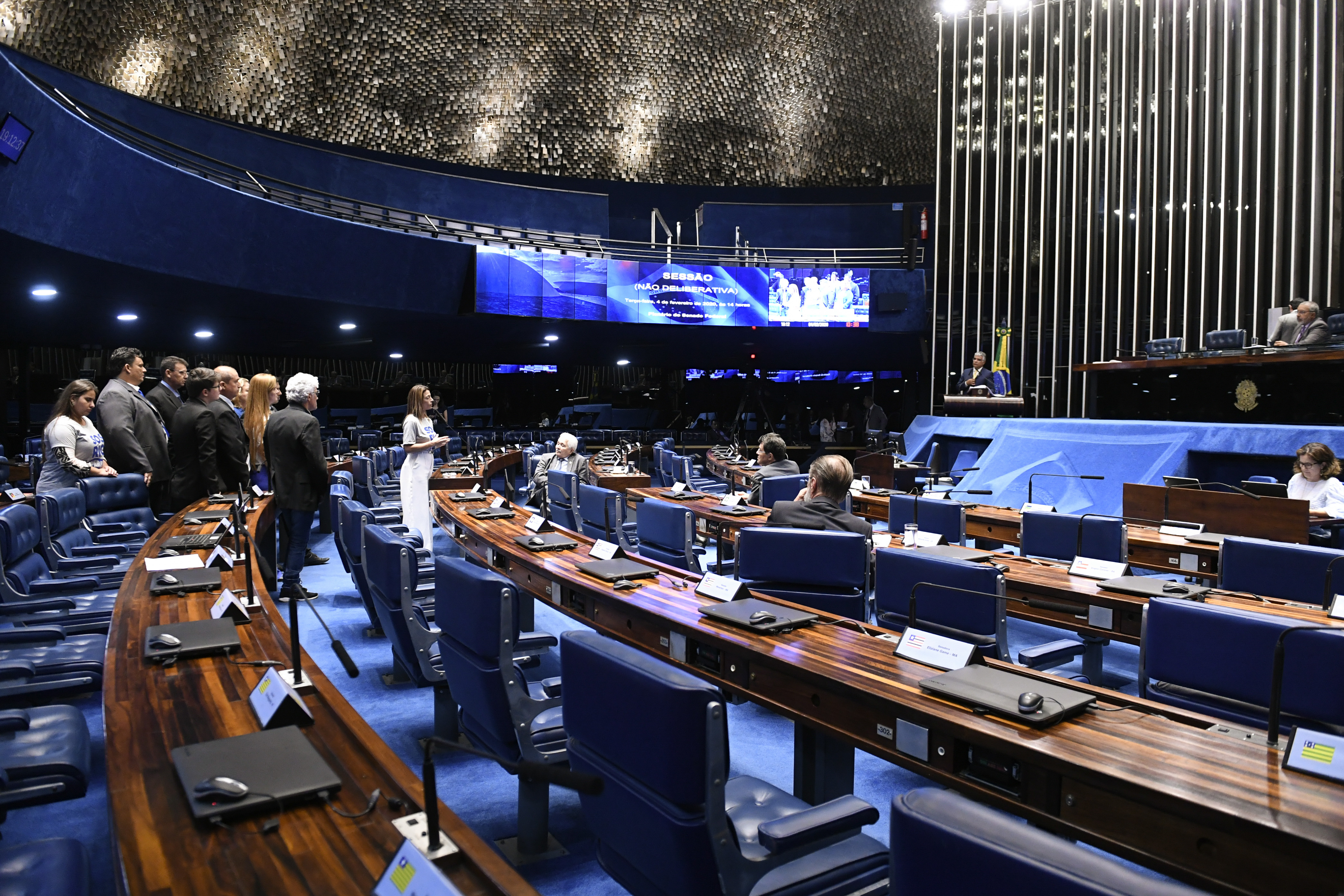
上院
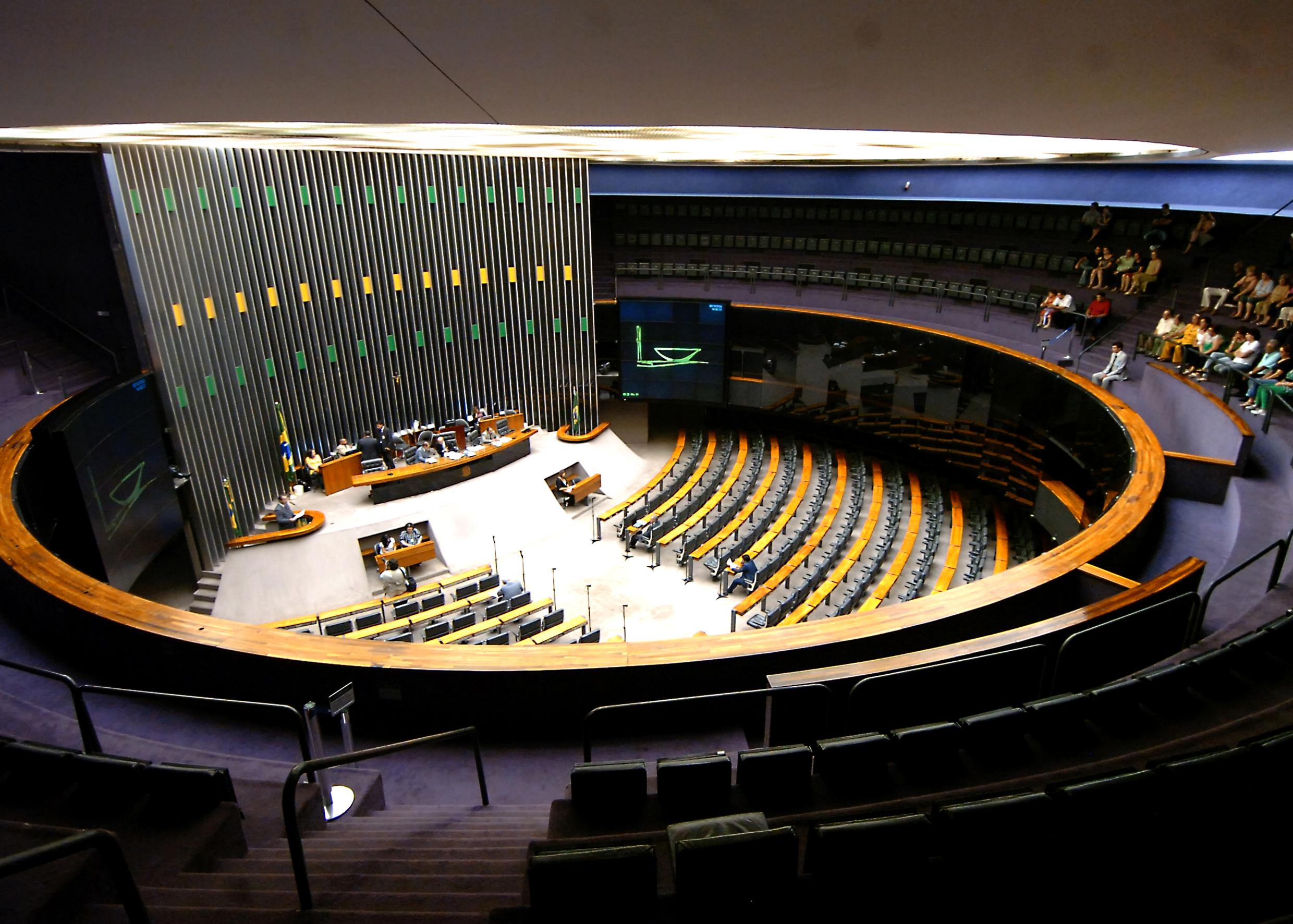
下院
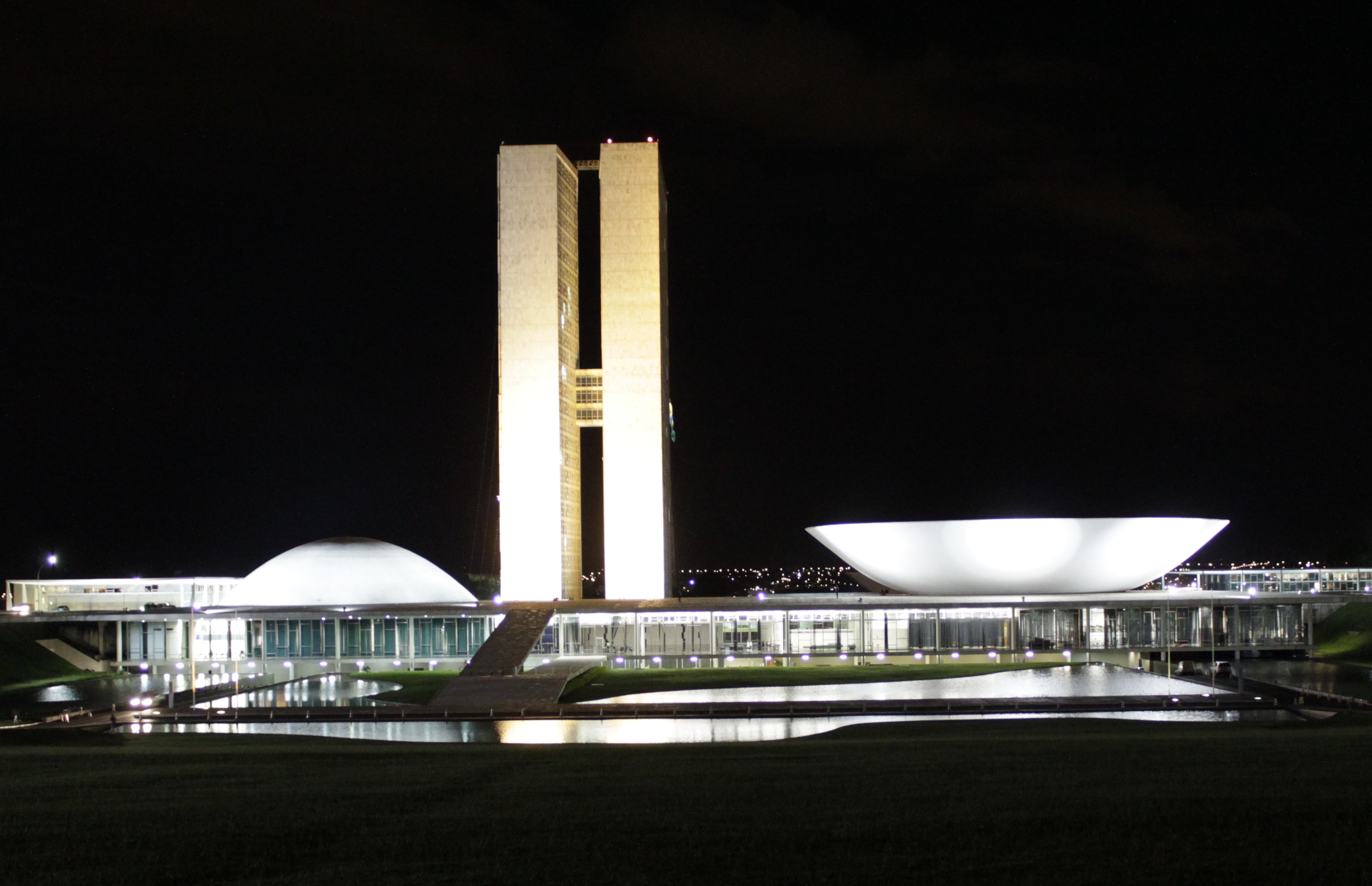
夜景
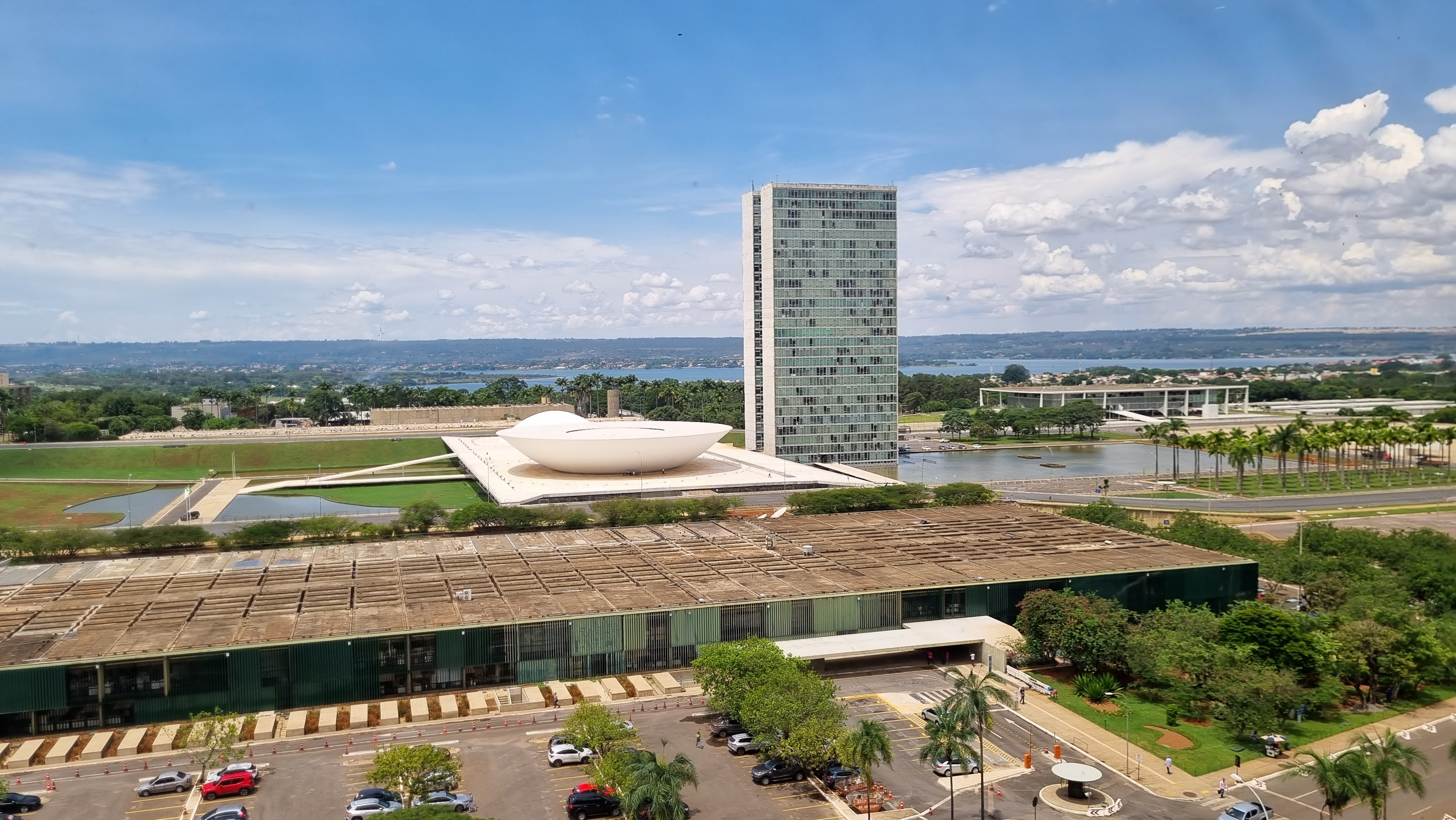
遠景
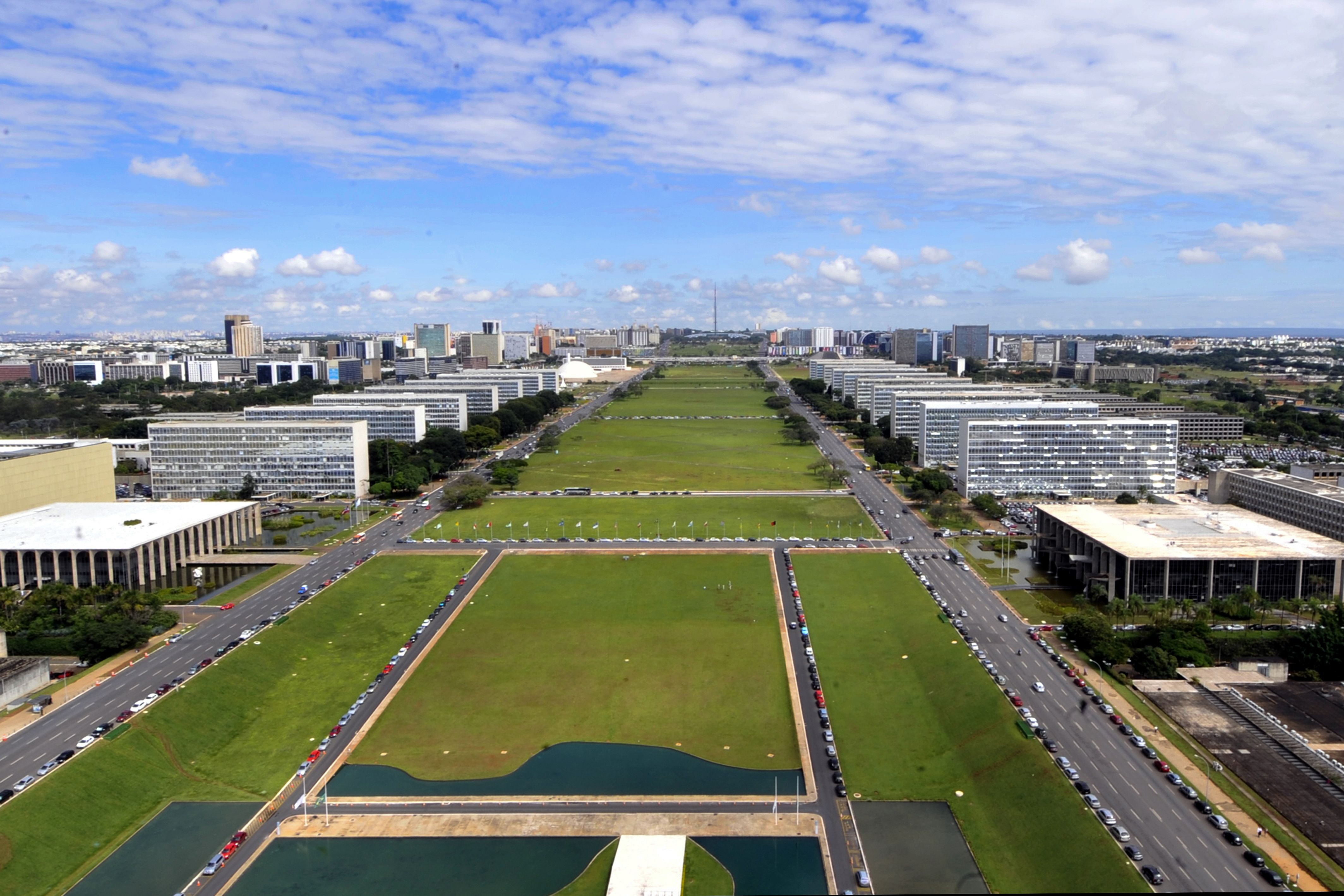
高層棟からの景色1
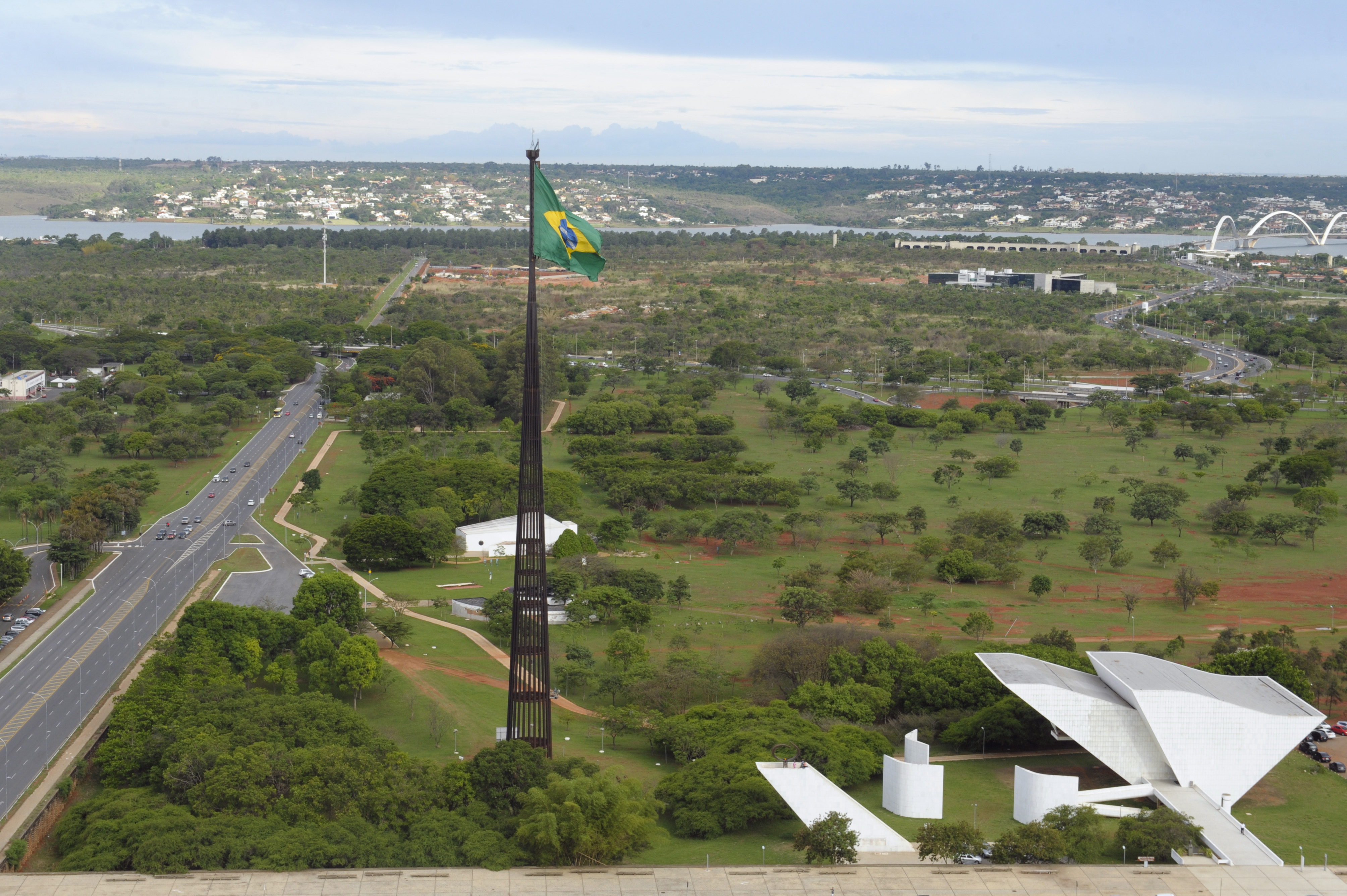
高層棟からの景色2